# Pilocrocis cyranonalis
Pilocrocis cyranonalis là một loài bướm đêm trong họ Crambidae.